# A Saucerful of Secrets
《A Saucerful of Secrets》는 영국 밴드 핑크 플로이드가 1968년 발매한 앨범이다. 밴드 통산 두 번째 앨범으로, 초기 리더였던 시드 배릿이 마지막으로 참여한 앨범이다. 또한 이 앨범에는 데이빗 길모어가 가입후 처음으로 참여했다.
영국 차트 9위를 기록했다.

## 녹음과 발매
The Piper at the Gates of Dawn 발매 이후, 시드 배릿은 정신적 불안정과 약물 중독 등으로 점점 정상적 활동이 불가능해졌다. 결국 1968년 1월 데이빗 길모어가 핑크 플로이드에 가입하게 되었다. 원래 밴드의 의도는 배릿을 대신해서 길모어가 기타를 연주하기만 하는 것이었으나, 배릿이 결국 3월에 밴드를 탈퇴함으로써 길모어가 정식 멤버가 된 채 앨범을 발매했다. 즉, 이 앨범은 핑크 플로이드에 가입했던 다섯 멤버가 모두 참여하는 유일한 앨범이다. "Set the Controls for the Heart of the Sun"은 다섯 멤버가 모두 연주하는 유일한 곡이기도 하다.
원래 이 앨범에는 Jugband Blues 외에도 Vegetable Man이라는, 시드 배릿의 또 다른 곡이 수록될 예정이었다. 하지만 밴드가 앨범 전체의 분위기에 어울린다고 판단해서, 이 곡은 결국 발매되지 않았다.

## 커버
이 앨범은 영국 디자인 그룹인 힙노시스가 처음으로 제작한 핑크 플로이드의 앨범 커버이다. 커버는 일종의 콜라쥬 형식으로 제작되었는데, 힙노시스는 마벨 코믹스의 1967년 'Strange Tales' 25쪽의 그림들을 사용했다.

## 곡 목록

### A면
1. "Let There Be More Light" (로저 워터스) – 5:38
2. "Remember a Day" (리차드 라이트) – 4:33
3. "Set the Controls for the Heart of the Sun" (워터스) – 5:28
4. "Corporal Clegg" (워터스) – 4:13

### B면
1. "A Saucerful of Secrets" (워터스, 라이트, 데이빗 길모어) – 11:52
  1. "Something Else" (0:00-3:57)
  2. "Syncopated Pandemonium" (3:57-7:04)
  3. "Storm Signal" (7:04-8:38)
  4. "Celestial Voices" (8:38-11:52)
2. "See-Saw" (라이트) – 4:36
3. "Jugband Blues" (시드 배릿) – 3:00

## 발언
"Corporal Clegg"에서 등장하는 헨드릭스 풍의 사운드는 당신이 의도한 것이었습니까?
"아닙니다. 사실 부드럽게 연주해야 할 방법을 찾지 못한 거죠. 아무것도 의도하지 않았어요. 그 당시에는 핑크 플로이드라는 밴드에 제 연주 스타일은 그다지 어울리는 것이 아니었고, 그래서 어떻게 해야 할지 감잡을 수 없었습니다." - 데이빗 길모어, "Guitar Heroes" Magazine과의 1983년 5월 인터뷰에서
"시드베릿이 두 번째 앨범에 어떤 노래를 들고 나올지 기다리는 과정은 고통스러웠다. 모두들 그를 주시하고 있었지만, 그는 그러지 못했다. "Jugband Blues"는 굉장히 슬픈 노래다. 그의 신경증을 떠올리게 하기 때문이다. 시드가 핑크 플로이드에서 쓴 마지막 노래는 "Vegetable Man"이었지만, 세상에 나오지 못했다." - 피터 제너(영국의 프로듀서)